# Hermetism
Hermetismul (din franceză, de la numele propriu Hermes) reprezintă un ansamblu de doctrine expus în cele 17 tratate din Corpus Hermeticum, apărute în secolele II-III la Alexandria, în Egiptul Antic. În hermetism, alchimia, astrologia, filozofia, magia și teologia formează o doctrină a mântuirii, o revelație oferită celui ce caută unirea cu divinitatea. Hermetismul i-a influențat, în diferite moduri, atât pe Părinții Bisericii, cât și pe filozofii Renașterii.
Denumirea de hermetism (ca și aceea de hermeneutică) vine de la numele lui Hermes Trismegistul (Hermes Trismegistos), unul din Marii Înțelepți Inițiați din trecutul istoric.

## Legile universale ale hermetismului
Hermetismul, ca filozofie, se bazează pe șapte legi universale, denumite și Principiile Adevărului:

### 1. Legea Mentalismului
Totul este spirit, Universul este mintal.
Această lege explică faptul că Totul este Realitate Substanțială, aflându-se în toate manifestările și aparențele ei exterioare pe care le cunoaștem sub denumirea de Universuri materiale, Fenomenele Vieții, Materiei, Energiei - într-un cuvânt, tot ceea ce este perceput de simțurile noastre materiale - este spirit. Acest spirit nu poate fi explicat și definit, dar poate fi considerat și gândit ca un spirit universal, infinit și viu. El explică Adevărul că Lumea, Universul nu-i decât o creație mentală a TOT-ului. Prin urmare, în acest spirit noi trăim, acționăm și suntem noi înșine.

### 2. Legea Corespondenței
Ceea ce este sus este și ceea ce este jos, Ceea ce este jos este și ceea ce este sus.
Această a doua lege explică că între diferitele planuri de manifestare ale Vieții și Ființei - respectiv planul material, mental și spiritual - există o armonie, un raport constant, o corespondență. Aceste planuri sunt asemănătoare, diferența între ele constând doar de gradele și nivelurile de vibrații. Ele sunt creații ale TOT-ului și există în spiritul infinit al TOT-ului.

### 3. Legea Vibrației
Nimic nu este în repaus, totul se mișcă, totul vibrează.
Această lege este cea mai importantă pentru cunoașterea și înțelegerea fenomenelor mentale și spirituale. Aceasta explică faptul că mișcarea se manifestă pretutindeni în Univers, că nimic nu este în stare de repaus, că totul se mișcă, totul vibrează. Diferențele care există între variatele manifestări ale materiei, energiei și sufletului se datorează gradului diferit de vibrație. De la TOT CEEA CE ESTE, care este SPIRIT PUR, până la cele mai grobiene forme ale materiei, totul vibrează. Cu cât este mai intensă vibrația, cu atât este mai înaltă poziția pe scară. Vibrația Spiritului este atât de intensă și atât de rapidă, încât, practic, pare în repaus, la fel cum o roată care se învârte cu viteză foarte mare pare oprită. La cealaltă extremitate a scării sunt formele grobiene ale Materiei, ale cărei vibrații sunt atât de lente încât parcă nici nu ar exista, la fel cum unele sunete de mică frecvență nu sunt percepute de urechea umană. Între acești doi poli opuși, există o infinitate de grade diferite de vibrații.

### 4. Legea Polarității
Totul este dublu, orice lucru are doi poli, totul are două extreme, asemănătorul și neasemănătorul au aceeași semnificație, polii opuși au o natură identică, însă de grade diferite, extremele se ating, toate adevărurile nu sunt decât semiadevăruri, toate paradoxurile pot fi conciliate.
Această lege arată că în orice lucru sunt doi poli, două aspecte opuse, iar contrariile nu sunt în realitate decât două extreme ale aceluiași obiect, între care sunt intercalate grade diferite. Căldura și frigul, deși par opuse, în realitate sunt același lucru, distingându-se doar prin diferența de grade. La fel, dragostea și ura, binele și răul depind doar de voința noastră de a le transforma din una în alta.

### 5. Legea Ritmului
Totul se scurge înăuntru sau în afară, orice lucru are durata sa, totul evoluează apoi degenerează, balansul pendulului se manifestă în toate. Măsura oscilației sale la dreapta este asemănătoare cu măsura oscilației sale la stânga, iar ritmul este constant.
Această lege explică faptul că în orice lucru se manifestă o mișcare măsurată de plecare și venire, un flux și un reflux, o balansare înainte și înapoi, o mișcare asemănătoare unui pendul. Există întotdeauna o acțiune și o reacțiune, un progres și un regres, un maxim și un minim.

### 6. Legea Cauzei și a Efectului
Orice cauză are efectul său, orice efect are o cauză, totul se întâmplă conform Legii, hazardul nu este decât un nume dat unei legi necunoscute. Există numeroase planuri ale cauzalității, însă nimic nu scapă Legii.
Aceasta lege explică faptul că totul se întâmplă conform Legii, că niciodată nu se întâmplă ceva neprevăzut, accidental, că hazardul nu există, deoarece există planuri diferite de Cauză și Efect, iar planul superior domină întotdeauna planul inferior. Un eveniment este ceea ce survine, se produce ceea ce se întâmplă ca rezultat sau ca o consecință a unui eveniment precedent. Un eveniment creează prin el un alt eveniment, el constituie o verigă în marele lanț al evenimentelor ordonate, ieșit din energia Creatoare a TOT-ului. Există o continuitate între toate evenimentele precedente, rezultatele acestora și evenimentele următoare.

### 7. Legea Genului
Este un gen în toate lucrurile, totul are principiile sale, Masculin și Feminin, genul se manifestă pe toate planurile.
Această lege explică faptul că Genul se manifestă în orice lucru, că principiile Masculin și Feminin sunt întotdeauna prezente și active în toate fazele unui fenomen, pe oricare plan de viață. Cuvântul „gen” derivă dintr-o rădăcină latină care înseamnă „zămislire, procreare, a face să se nască, a produce”. Acest cuvânt are o semnificație mai largă și mai generală decât cuvântul „sex”, care definește deosebirile existente între lucrurile vii (masculin și feminin). Rolul principiului Masculin este de a dirija către principiul feminin o anumită energie inerentă și de a pune astfel în mișcare Procesul Creației. Unul sau altul - luate separat ca principii - sunt incapabile sa zămislească fără existența celuilalt.
Cele șapte Legi sunt destul de greu de înțeles de toată lumea; sunt legi prin care TOT CEEA CE ESTE (DUMNEZEU) conduce întregul univers. DUMNEZEU este TOTUL, Spiritul Infinit, Absolutul, Invizibilul, Intangibilul. Dumnezeu nu este separat de creațiile sale. El este înțelepciunea infinită, inteligența atotcunoscătoare, esența realității și se manifestă în tot și în toate. El este Legea.